# Justizvollzugsanstalt Iserlohn

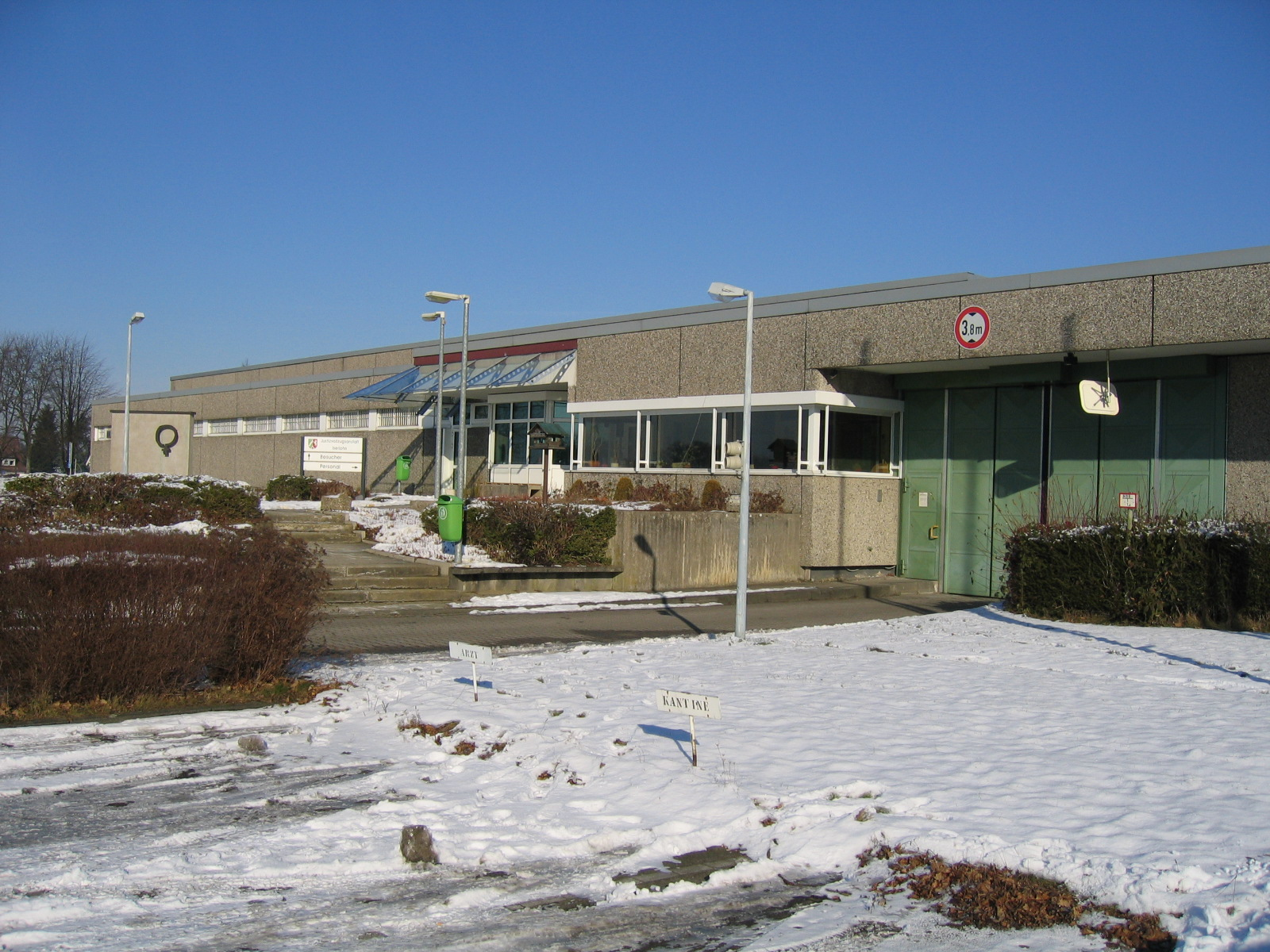
Eingangsbereich

Die Justizvollzugsanstalt Iserlohn ist eine derzeit geschlossene Jugendstrafanstalt in Iserlohn, in der Frauen und Männer die das vierzehnte, aber noch nicht das vierundzwanzigste Lebensjahr vollendet haben eine Jugendstrafe oder eine Freiheitsstrafe (§ 114 JGG) verbüßten. Sie soll 2029 wiedereröffnet werden. Sie befindet sich im Norden der Stadt im Stadtteil Drüpplingsen.

## Geschichte
Die Justizvollzugsanstalt wurde 1970 erbaut und 1988 um Schul- und Werkstattgebäude sowie eine Umwehrungsmauer erweitert. Sie erstreckt sich auf eine Fläche von 114.628 m² (davon 19.634 m² bebaut) und verfügt über einen Sportplatz mit Rundumlaufbahn, Sprunggrube und Kugelstoßkreis.
Von den zuletzt 282 Haftplätzen dienten 152 dem geschlossenen Vollzug (Haus I), 88 einer Sonderform des geschlossenen Vollzuges (Haus II) und 44 dem offenen Vollzug (Haus III), 5 befanden sich im Übergangshaus.
Am 24. Juni 2014 beschloss die Landesregierung von Nordrhein-Westfalen einen vollständigen Neubau der JVA. Seit 2025 ist die Anstalt geschlossen. Erste Rückbauarbeiten sollen Ende 2025 beginnen, der eigentliche Abriss im Jahr 2026 erfolgen. Im Anschluss soll bis 2029 eine neue Anlage mit 320 Haftplätzen für Frauen und weibliche Jugendliche entstehen, die im Bereich der Sucht- und Traumatherapie auf frauenspezifische Behandlungsangebote spezialisiert sein soll.

## Zuständigkeit
Die Justizvollzugsanstalt Iserlohn war zuletzt zuständig für die Vollstreckung von:
- Jugendstrafe, Freiheitsstrafe (§ 114 JGG) im  geschlossenen Vollzug (Frauen und Männer)
- Jugendstrafe, Freiheitsstrafe (§ 114 JGG) im offenen Vollzug (Männer)
- Untersuchungshaft, Auslieferungs- und Durchlieferungshaft sowie Zivilhaft an Jugendlichen und Heranwachsenden (Frauen und Männer)

Die Zuständigkeiten der Justizvollzugsanstalten in Nordrhein-Westfalen sind im Vollstreckungsplan des Landes NRW geregelt.

## Ausbildung und Weiterbildung
Die JVA Iserlohn ist eine Anstalt in NRW, die auch die Berufsausbildung für Gefangene anbietet. Es wird in den Ausbildungsrichtungen Bau, Metall und Elektro ausgebildet. Die JVA verfügte zuletzt über 96 Ausbildungsplätze in verschiedenen Bereichen. Träger der Ausbildungsmaßnahmen war ab 2014 das Kolping-Bildungswerk. Bis 2014 war es das Berufsförderungswerk des Deutschen Gewerkschaftsbundes. Ausgebildet wurden:
- Industriemechaniker (Fachrichtung Maschinen- und Systemtechnik)
- Zerspanungsmechaniker (Fachrichtung Drehtechnik)
- Fachkraft für Metalltechnik
- Hochbaufacharbeiter, Schwerpunkt Maurerarbeiten (1. Stufe der Maurerausbildung)
- Maurer, Schwerpunkt Maurerarbeiten (2. Stufe der Maurerausbildung)
- Industrielackierer, modulare Qualifizierung im Bereich Maler und Lackierer
- Gärtner, Fachrichtung Garten-, Landschafts- und Sportplatzbau

Um den Gefangenen nach der Haft einen möglichst nahtlosen Übergang in die Arbeitswelt zu ermöglichen, steht ein Mitarbeiter der „MABIS“ (Marktorientierte Ausbildungs- und Beschäftigungsintegration für Strafentlassene) zur Verfügung. MABIS kooperiert mit Ämtern, Bildungsträgern und Arbeitgebern und vermittelt hier Ausbildungs- und Arbeitsplätze im Anschluss an die Haft.

## Arbeitsplätze in der JVA
Von den etwa 200 Mitarbeitern arbeiteten rund 130 Personen im Allgemeinen Vollzugsdienst. Daneben gab es verschiedenen Fachdienste wie einen Arzt, Seelsorger, Psychologen, Lehrer, Sozialarbeiter, Mitarbeiter in der Verwaltung und Beschäftigte des Werkdienstes. Außerdem arbeiteten 11 Ausbilder, 1 Ausbildungsleiter und 21 Berufsschullehrer in der JVA.